# Cmentarz żydowski w Andrzejewie (województwo mazowieckie)
Cmentarz żydowski w Andrzejewie – został założony prawdopodobnie w XIX wieku wraz z ukonstytuowaniem się miejscowego dozoru bóżniczego.
Cmentarz jest położony około 2 km na północny wschód od centrum miejscowości, wśród pól, około 500 m na północny zachód od ul. Warszawskiej.
Został zniszczony przez Niemców podczas II wojny światowej.
Znajduje się przy drodze do Zaręb i jest obecnie pozbawiony nagrobków. Początkowo cmentarz miał powierzchnię 0,3 ha. Jak podaje Ministerstwo Gospodarki Komunalnej z 1964 miał powierzchnię 1,18 ha.
9 października 1964 Minister Gospodarki Komunalnej na wniosek Gromadzkiej Rady Narodowej w Andrzejewie podpisał wniosek o zamknięciu cmentarza.